# Klipphoppare
Klipphoppare (Chaetopidae) är en liten familj av ordningen tättingar. Den består enbart av två arter som förekommer endast förekommer i Sydafrika och Lesotho.

## Kännetecken
Klipphoppare är drygt 22 cm långa trastlika fåglar med korta vingar och lång stjärt. Fjäderdräkten går i svart, vitt och rött. Fåglarna lever i högt belägna klippiga områden där de rör sig snabbt på marken, ofta med sin långa stjärt rest. Födan består av insekter, men kan också ta ödlor, skorpioner, groddjur och spindlar. Den placerar sitt bo av gräs på marken, vari den lägger två till tre ägg. Båda könen ruvar äggen, men får även hjälp av andra individer att mata ungarna, oftast ungar från föregående kull.

## Arter i familjen
Familjen består endast av två arter i släktet Chaetops med utbredning enbart i Sydafrika och Lesotho:
- Kapklipphoppare (C. frenatus)
- Drakensbergklipphoppare (C. aurantius)

## Släktskap
Tidigare placerades de bland trastarna i Turdidae eller timaliorna i Timaliidae, men DNA-studier visar att de tillhör en mycket säregen utvecklingslinje, närmast besläktad med de små familjerna ralltrastar och kråktrastar. Vissa slår ihop dessa tre till en och samma familj, Eupetidae.